# Phnum Kravanh
Phnum Kravanh es uno de los seis distritos que forman la provincia camboyana de Pursat, con una población estimada en marzo de 2008 de 59 466 habitantes. Está dividido en las siguientes  comunas (khum), que se muestran asimismo con población estimada de 2008:
- Bak Chenhchien 6,267
- Leach 7,844
- Phteah Rung 15,525
- Prongil 9,104
- Rokat 4,222
- Samraong 11,295
- Santreae 5,209[1]